# Meriem Musa
Meriem Musa –en árabe, مريم موسى– (nacida el 11 de mayo de 1988) es una deportista argelina que compite en judo.
Ganó dos medallas en los Juegos Panafricanos, en los años 2007 y 2019, y diez medallas en el Campeonato Africano de Judo entre los años 2006 y 2019.

## Palmarés internacional
| Juegos Panafricanos | Juegos Panafricanos         | Juegos Panafricanos | Juegos Panafricanos |
| Año                 | Lugar                       | Medalla             | Categoría           |
| ------------------- | --------------------------- | ------------------- | ------------------- |
| 2007                | Argel (Argelia)             | Medalla de oro      | –48 kg              |
| 2019                | Rabat (Marruecos)           | Medalla de bronce   | –52 kg              |
| Campeonato Africano |                             |                     |                     |
| Año                 | Lugar                       | Medalla             | Categoría           |
| 2006                | Puerto Louis (Mauricio)     | Medalla de bronce   | –48 kg              |
| 2008                | Agadir (Marruecos)          | Medalla de plata    | –48 kg              |
| 2009                | Puerto Louis (Mauricio)     | Medalla de oro      | –48 kg              |
| 2010                | Yaundé (Camerún)            | Medalla de bronce   | –52 kg              |
| 2014                | Puerto Louis (Mauricio)     | Medalla de bronce   | –52 kg              |
| 2015                | Libreville (Gabón)          | Medalla de bronce   | –52 kg              |
| 2016                | Túnez (Túnez)               | Medalla de plata    | –52 kg              |
| 2017                | Antananarivo (Madagascar)   | Medalla de oro      | –52 kg              |
| 2018                | Túnez (Túnez)               | Medalla de bronce   | –52 kg              |
| 2019                | Ciudad del Cabo (Sudáfrica) | Medalla de bronce   | –52 kg              |